# رون كارتر
رون كارتر (بالإنجليزية: Ron Carter)‏ (و. 1937  م) هو عازف كمان جهير، وملحن، وعازف كمان أجهر، وأستاذ جامعي أمريكي، ولد في فيرندال.

## التعليم
تعلم في ثانوية كاس التقنية ‏، ومدرسة إيستمان للموسيقى، والكلية الموسيقية في مانهاتن ‏.

## وصلات خارجية
- رون كارتر على موقع IMDb (الإنجليزية)
- رون كارتر على موقع الموسوعة البريطانية (الإنجليزية)
- رون كارتر على موقع ألو سيني (الفرنسية)
- رون كارتر على موقع ميوزك برينز (الإنجليزية)
- رون كارتر على موقع أول موفي (الإنجليزية)
- رون كارتر على موقع قاعدة بيانات الأفلام السويدية (السويدية)
- رون كارتر على موقع أول ميوزيك (الإنجليزية)
- رون كارتر على موقع ديسكوغز (الإنجليزية)
- رون كارتر على موقع قاعدة بيانات الفيلم (الإنجليزية)
- رون كارتر على موقع كينوبويسك (الروسية)